# Campinas
Campinas (IPA: [kɐ̃ːˈpinɐs]) er en by og kommune (município) i den brasilianske delstat São Paulo. Kommunen dækker et areal på 801 km². Indbyggertallet er på 1.213.792 (2020). Den er delstatens næststørste by.
Byen blev grundlagt den 14. juli 1774 af Barreto Leme.
Operakomponisten Carlos Gomes (1836-1896) blev født i byen.